# Touarga
Touarga (in arabo تواركة‎?) è un quartiere di Rabat, Marocco, vicino al centro della città. Comprende il Palazzo Reale (residenza ufficiale del Re del Marocco), la moschea Ahl Fâs, il méchouar Essaïd, il dipartimento del Primo Ministro e il Ministero degli Habéis e degli Affari islamici.
Amministrativamente, Touarga ha la particolarità di essere un comune urbano indipendente, racchiuso nel comune di Rabat.